# 382 Dodona
382 Dodona là một tiểu hành tinh lớn ở vành đai chính. Nó được xếp loại tiểu hành tinh kiểu M.
Tiểu hành tinh này do Auguste Charlois phát hiện ngày 29.01.1894 ở Nice, và được đặt theo tên Dodona (nay là Dodoni), một địa phương ở Hy Lạp.